# Conrad von Pyhy
Conrad von Pyhy, född omkring 1500 i Tyskland, död 1553 i Västerås, var en ämbetsman av tysk börd som växte upp i Frankfurt am Main. Han blev den förste att inneha posten som Sveriges rikskansler, men efter att ha hamnat i onåd hos kung Gustav Vasa fick han tillbringa den sista tiden av sitt liv i fångenskap på Västerås slott. 

## Biografi

### Bakgrund och tidiga år
Conrad von Pyhys tidiga liv är endast delvis känt. 1527 trycktes en levnadsbeskrivning, enligt vilken han anges ha studerat i Leipzig, och i tjänst hos kejsaren deltagit i slaget vid Mohacs. Fram till i mars 1536 kallade han sig Conrad Peutinger. I augusti 1536 uppträdde han under namnet von Pyhy tillsammans med hustruns släkt von Kökeritz. I tillförlitliga källor kallas också von Pyhu Doctor der Rechte (juris doktor) och kejserligt råd. I Karl V:s tjänst deltog han i en expedition till Nordafrika i mitten av 1530-talet. 1542 hänvisar kanslern i Braunschweig-Lüneburg till en tid då de tillsammans varit i tjänst hos Ferdinand I, bland annat i Ungern.
Enligt anklagelser om tvegifte 1544 ska von Pyhu ursprungligen ha hetat Conrad Petingen Augustanus och komma från Augsburg. Om uppgifterna stämmer skrevs han in vid Wittenbergs universitet 1518 och vid universitetet i Leipzig 1520. Det finns en fullmakt som kejserligt från 1527 som avser stadsskrivaren i Augsburg Conrad Peutinger. Det är dock osäkert om det avser von Pyhy. Gustav Vasa avvisade 1541 de anklagelser som samma år lades fram mot von Pyhy av Martin Luther. I ett dokument från en tjänare hos von Pyhy som skrevs i samband utredningarna om hans tvegifte ska von Pyhy ha varit en adelsman, som efter sina studier genom en släktings försorg kom i kejsar Karl V:s tjänst som hovkansler i Spanien. Efter att ha stigit i förtroende slogs han till riddare och antogs kort därefter till hov- och krigsråd. Genom förtal och konflikter med en greve kom han dock i onåd hos kejsaren.

### Svensk rikskansler
I augusti 1538 kom han till Sverige, då han blev chef för Gustav Vasas kansli, vilket inledde den så kallade tyska perioden, augusti 1538 – september 1543, i kungens regering. Under denna tid omformade han den svenska centralförvaltningen, rättsskipningen och utrikespolitiken på ett genomgripande sätt. Hans arbete skedde i samförstånd med kungen och skapade förutsättningar för en effektiv förvaltning.
Redan före Dackefejdens slut hade von Pyhy förlorat den svenske kungens gunst. Han hade påstått att ett förbund med Frankrikes kung Frans I skulle kunna ge stora fördelar under den maktkamp som pågick mellan Frans I och kejsar Karl V om den främsta platsen bland Europas makter. På våren 1542 skickades Pyhy, Georg Norman och kungens svåger Sten Eriksson Leijonhufvud med ett följe på 50 personer som en beskickning till Frankrike. Pyhy uppträdde nu under den ståtliga titeln "ärkekansler samt överste krigs- och fredsråd". Kungen hade också gett sändebuden en betydande summa pengar för sina utgifter. De begav sig in i Frankrike, stannade där i ett helt år och blev väl undfägnade, enligt Per Brahe.
Beskickningen ledde till ett fördrag, det första av många mellan Sverige och Frankrike – eller, som det hette, "mellan goternas konung och gallernas konung". Fördraget stipulerade att de två furstarna skulle hjälpa varandra i krig med minst 6 000 soldater och ett nödvändigt antal skepp. Sverige skulle dock under vissa omständigheter öka sitt stöd till 25 000 "göter" och 50 skepp. Dessa löften var svåra att upprätthålla för det dåtida Sverige. Det som faktiskt hade praktiskt värde var de handelsavtal som knöts mellan de två länderna. Exempelvis gavs Sveriges kung rätten att exportera en viss mängd salt från Frankrike utan att behöva betala den vanliga skatten till kronan.
I stället för att återvända till Sverige valde von Pyhy att stanna kvar i södra Frankrike. Han köpte klenoder från en guldsmed på kredit och lånade en betydande summa pengar i den svenske kungens namn. Mot slutet av året påbörjade han till slut sin resa tillbaka, i långsam takt. Under tiden han vistades i Tyskland förde han omfattande förhandlingar och ingick avtal med en tysk furste och flera knekthövitsmän om att inträda i svensk krigstjänst. Hela tiden uppträdde han med stor ståt, och på detta sätt använde han upp både de betydande summor som kungen hade gett honom som "tärepenningar" och det lån han hade tagit under sin resa.
När von Pyhy återkom till Sverige blev Gustav Vasa föga imponerad av hans agerande. Per Brahe skriver att när beskickningen anlände "ville konungen intet mycket höra deras rådslag utan sade sig på denne tiden väl hava försökt, vad krig haver varit, där varken kanslern eller herr Sten varit hos med deras goda råd utan haft pension och goda dagar i Frankrike och haft fördanser med madamma de Tampås, madamma de Sell, madamma de Massa; men have vi dansat här före med Gudmund Fässing, Per Skegge och Nils Dacke men fast med olika fördel". Eftersom kungen inte var villig att betala kanslerns skulder – och von Pyhy inte kunde redovisa vart pengarna tagit vägen – blev von Pyhy 1543 fängslad på Västerås slott för resten av sitt liv. Hans många fordringsägare i Tyskland fortsatte att orsaka bekymmer för kung Gustav.

### Död och eftermäle
Conrad von Pyhy avled i fångenskap på Västerås slott år 1553. Omdömena om von Pyhy har varit hårda, vilket kungens ställningstagande bidragit till. Som representant för sekreterarregementet och mannen bakom eden 1540 och 1544 års arvförening fick han en stämpel som den som förde in främmande och utländska företeelser i riket och bröt aristokratins makt. Först i senare tid har de positiva inslagen allt mer fått komma till sin rätt.